# Aktion Ritterbusch
Als Aktion Ritterbusch werden zwei wissenschaftliche Großprojekte des Nationalsozialismus bezeichnet. Unter der Leitung von Paul Ritterbusch diente die Aktion dem „Kriegseinsatz der Geisteswissenschaften“.

## Verlauf
In der „Arbeitsgemeinschaft für den Kriegseinsatz der Geisteswissenschaften“ des Reichsministeriums für Wissenschaft, Erziehung und Volksbildung und der „Reichsarbeitsgemeinschaft für Raumforschung“, die planend und beratend der nationalsozialistischen Raum- und Bevölkerungspolitik diente, beteiligten sich freiwillig über 500 Wissenschaftler – zumeist Professoren, darunter etwa der bekannte Staatsrechtler Carl Schmitt –, um fach- und universitätenübergreifend nationalsozialistische Europapläne wissenschaftlich zu unterlegen. Wissenschaft wurde – in Abgrenzung zum internationalen Wissenschaftsverständnis – als „Wesensäußerung“ des deutschen Volkes definiert. Altertumswissenschaft, Anglistik, Geographie, Germanistik, Geschichtswissenschaft, Kunstgeschichte, Orientalistik, Philosophie, Romanistik, Staatsrecht, Völkerrecht und Zivilrecht sollten für die Durchsetzung eines völkisch hierarchisierten Europamodells nutzbar gemacht werden. Das Motto lautete „Neben dem besten Soldaten der Welt muß der beste Wissenschaftler der Welt stehen.“ Unter dem Titel „Deutsche Wissenschaft im Kampf um Reich und Lebensraum“ fand 1941 eine großangelegte Propagandaausstellung zu dieser Wissenschaftsaktion statt.
Die unter Ritterbuschs Leitung stehenden Großprojekte bekamen 1944 Konkurrenz vom Leiter des Germanischen Wissenschaftseinsatzes der Forschungsgemeinschaft Deutsches Ahnenerbe; der SS-Hauptsturmführer Hans Ernst Schneider forderte einen „totalen Kriegseinsatz der Geisteswissenschaften“.
Dreh- und Angelpunkt der als „Gemeinschaftswerk“ verstandenen Aktion war die völkisch ausgerichtete Geographie. Von ihr aus ging man zur praktischen Raumplanung über. Mit völkisch-geographischen Kategorien wie Kulturraum, Volk, Blut und Boden, Reich und Rasse sollten durch Zusammenführung geographischer, rassenbiologischer, sprachlicher, kultureller, wirtschaftlicher und politischer Faktoren das „Wesen“ der jeweiligen Bewohner eines Landes definiert und Argumente für die kulturelle Überlegenheit des Deutschtums geliefert werden.
Eine erste wissenschaftliche Aufarbeitung des Romanisten Frank-Rutger Hausmann im Jahre 1998 ergab, dass insbesondere 1941 in allen beteiligten Wissenschaftsbereichen eine hohe Bereitschaft, ja sogar Euphorie bestanden habe, bei diesen beiden wissenschaftspolitischen Großprojekten mitzuwirken. Galt der Kriegseinsatz zunächst wesentlich der „Westforschung“, so wurde im Laufe des Krieges die „Ostforschung“ im Rahmen des Generalplans Ost unter vermehrter Einwirkung der SS verstärkt.

## Forschungsergebnisse für die Zeit nach 1945
Ein besonderer Aspekt bei der Erforschung der Aktion Ritterbusch ist die Frage nach der personellen und wissenschaftlichen Kontinuität und dem Umgang mit diesem Teil der Wissenschaftsgeschichte. Der Einsatz wurde für die Beteiligten nach dem Krieg als berufsqualifizierender Beleg anerkannt. Viele Werke wurden bis in die 1960er Jahre neu aufgelegt oder gar fertiggestellt. Hausmann stellt anhand der Quellen fest, dass die Wissenschaftler über den Zweck des Kriegseinsatzes ausreichend Bescheid wussten und ihnen die Verbrechen des Nationalsozialismus bewusst waren, hingegen in Interviews durchgehend ein Mitwissen und in der Regel sogar das Mitwirken bestritten (vgl. zeitgenössische Kenntnis vom Holocaust).
Zu den an der Aktion Ritterbusch Beteiligten gehören auch Vertreter der westdeutschen Geistes- und Sozialwissenschaften nach 1945. Hierzu zählt die Forschung: Albrecht Alt, Hermann Aubin, Hans-Georg Gadamer, Arnold Gehlen, Ernst Rudolf Huber, Hermann Jahrreiß, Karl Larenz, Theodor Maunz, Joachim Ritter, Fritz Schalk, Wolfgang Schadewaldt, Ulrich Scheuner, Wolfgang Schmidt-Hidding, Franz Wieacker, Benno von Wiese.
Aufgrund der intensiven Forschung seit den 1990er Jahren konzentriert sich die künftige Forschung auf die Frage, auf welche Weise diese Wissenschaftler sich nach 1945 scheinbar „erfolgreich“ vom Nationalsozialismus distanzieren konnten. Dazu wird dann auch verstärkt die Rolle dieser Wissenschaftler vor 1933 untersucht.